# 압둘라이 콩코
압둘라이 콩코 페이(프랑스어: Abdoulaye Konko Faye, 1984년 3월 9일 ~ )는 오른쪽 풀백으로 활약한 세네갈과 모로코계의 프랑스의 은퇴한 축구 선수다. 그는 드리블 능력이 좋으며 윙어 자리에서도 뛸 수 있었다.

## 수상
세비야
- 코파 델 레이: 2009–10

라치오
- 코파 이탈리아: 2012–13